# Тронденес (форт)
Тронденес (норв. Trondenes fort) — норвежская военная база в Харстаде, в муниципалитете Тронденес.

## История
Форт был построен в 1943 году немецкими войсками в качестве составной части Атлантического вала.  Форт вооружен 4 шестнадцатидюймовыми (406 мм) орудиями. Данные орудия были законсервированы только в 1961 году. Пушки 40 cm SKC/34 имеют ствол длиной 20,3 метров. Стандартные снаряды имели массу до 1030 килограмм (2270 фунтов), тогда как масса лёгкого снаряда составляла 600 килограмм (1300 фунтов). Дальность выстрела стандартным снарядом составляла до 43 000 метров (27 миль), а лёгким снарядом — 56 000 метров (35 миль). 
В настоящее время база считается туристической достопримечательностью, хотя по-прежнему используется норвежской армией.
По сравнению с другими фортами Атлантического вала Тронденес сохранился в почти неизменном виде со времени постройки